# 唐相
唐相（1444年—？），字希愷，直隸徽州府歙縣人，軍籍，明朝政治人物。同進士出身。

## 生平
早年出身國子生，應天府鄉試第二十一名。成化十一年（1475年）乙未科會試第二百四十四名，殿試登進士第三甲第一百一十三名。歷官桐庐、唐县知县。

## 家族
曾祖父唐子儀，曾任紀善。祖父唐永吉。父亲唐邦達。